# Deodand
Deodand war bis 1846 im Tort Law des Common Law in England und Wales eine Rechtsfolge, wenn bei einem Unfall ein Mensch zu Tode kam.

## Begriff
Der Begriff Deodand leitet sich von dem lateinischen Begriff „deo dandum“ ab, was die Bedeutung „an Gott zu geben“ hat.

## Inhalt
Der Gegenstand, durch den der Tod einer Person oder eine schwere Verletzung verursacht wurde, konnte durch die Jury eines Coroners zum Deodand erklärt werden, was im Laufe des Bestehens des Rechtsinstruments über fast 800 Jahre unterschiedliche Rechtsfolgen auslöste.

## Geschichte
Deodand ist seit dem 11. Jahrhundert bezeugt. Vor 1066 war es üblich, bei schweren Verletzungen oder Tod den verursachenden Gegenstand selbst („bane“ genannt) dem Opfer oder seinen Angehörigen zu übergeben, was als Noxal surrender bezeichnet wurde. Die Ablösung dieses überkommenen Verfahrens durch das Konzept des Deodand nach 1066 ist nicht geklärt. Der ursprünglich hinter dem Deodand stehende Gedanke war, den verursachenden, „schuldigen“, Gegenstand aus dem Verkehr zu ziehen, zu „bestrafen“, indem er zerstört wurde. Er wurde hierzu von der Krone eingezogen. In einer nächsten Stufe wurde der Gegenstand durch die Krone verwertet und der Erlös für kirchliche Zwecke verwendet. Dies wandelte sich dahin, dass die Jury den Wert des entsprechenden Gegenstandes bestimmte und nicht der Gegenstand selbst übergeben, sondern an seiner Stelle die entsprechende Summe gezahlt werden musste. Deodand stellte nun also eine zusätzliche Buße dar, die den Eigentümer des entsprechenden Gegenstandes traf. Auch wurde die Buße nun regelmäßig nicht mehr der Krone, sondern den geschädigten Angehörigen gegeben. Konnte der Eigentümer den Betrag nicht aufbringen, haftete seine Dorfgemeinschaft oder die Stadtgemeinde für den Betrag. Soweit die Krone noch entsprechende Rechte besaß, wurden sie in der Regel an Dritte verkauft.
Ab der zweiten Hälfte des 13. Jahrhunderts gibt es zahlreiche Belege für Deodand in den Protokollen der Coroner. Fässer, Bottiche, Karren, Boote, Steine, Bäume und anderes wurden zu Deodand erklärt. Die Regeln dazu, wann etwas zum Deodand wurde, waren komplex.
Im 16. und 17. Jahrhundert nahm die Zahl der Fälle, in denen Gegenstände zu Deodand erklärt wurden, immer weiter ab. Im 18. Jahrhundert wurde das Rechtsinstrument nur noch sehr selten angewandt. Allerdings wurde der Ertrag aus dem Verkauf nun zur Entschädigung der Unfallopfer verwendet.
Das Aufkommen der Eisenbahnen in England war in deren Anfangszeit mit zahlreichen Unfällen und dem öffentlich erhobenen Vorwurf verbunden, dass die Eisenbahngesellschaften diese leichtfertig in Kauf nahmen, was zu einer feindseligen Einstellung ihnen gegenüber führte. Nach dem Common Law konnte bei Unfällen nur der physische Sach- oder Personenschaden geltend gemacht werden. Weder konnte ein wirtschaftlicher noch ein psychischer Schaden geltend gemacht werden, noch stand den Angehörigen der Opfer eine Entschädigung zu. In dieser Rechtslage „entdeckten“ die Jurys das Instrument des Deodand wieder, um hier Abhilfe zu schaffen. Nach dem Eisenbahnunfall von Sonning am 24. Dezember 1841 mit neun Toten wandte die Jury das Recht des Deodand an und bestimmte den Wert des Zuges, der in den Unfall verwickelt war, mit 1.000 Pfund Sterling. Letztendlich musste die Great Western Railway diesen Deodand nicht auszahlen, da die Berufungsinstanz zu dem Schluss kam, dass höhere Gewalt vorgelegen habe und die Eisenbahngesellschaft keine Schuld treffe. Dass der Deodand jetzt zu einem negativen wirtschaftlichen Faktor werden konnte, wollten die Eisenbahngesellschaften nicht hinnehmen und übten entsprechenden Einfluss auf das Parlament aus. Dieses sah aber auch die Notwendigkeit, Opfer von Eisenbahnunfällen angemessen zu entschädigen. Letztlich führte das zu einem Kompromiss, bei dem 1846 sowohl ein Gesetz zur Entschädigung bei Eisenbahnunfällen (Fatal Accidents Act 1846) erlassen als auch das Rechtsinstrument des Deodand abgeschafft wurde (Deodands Act 1846).

## USA
Entsprechend der einzelstaatlichen Zuständigkeit in den USA für das Zivilrecht wurde mit dem Rechtsinstrument des Deodand dort ganz unterschiedlich verfahren. Zwar wurde es in der Kolonialzeit mit dem Common Law übernommen, bildet heute aber nur in einigen Staaten noch die Grundlage für Entschädigungen, in anderen ist seine Anwendung explizit verboten, so in der Verfassung des Staates Vermont.